# Normand Canac-Marquis
Pour les articles homonymes, voir Canac et Marquis (homonymie).
Normand Canac-Marquis est un acteur et un scénariste québécois.

## Biographie
Normand Canac-Marquis est diplômé du Conservatoire d'art dramatique de Montréal, promotion 1974.

### Théâtre

#### Comme auteur
- 1988 : Le Syndrome de Cézanne (La Licorne et tournée) mise en scène Lorraine Pintal (Éd. Les Herbes rouges, 1988).
- 1989 : Les Jumeaux d'Urantia: Théâtre d'Aujourd'hui, mise en scène Lorraine Pintal (Éd. Les Herbes rouges, 1991).
- 2001 : Mémoire vive, mise en scène Daniel Meilleur, Les Deux Mondes

## Filmographie

### Comme acteur
- 1974 : La Petite Patrie (série télévisée) : Mario Marien
- 1994 : 4 et demi... (série télévisée) : Julien Champagne
- 1995 : Les grands procès (série télévisée) : frère Rosaire
- 1997 : Diva (série télévisée) : François Fiset
- 1999 : Emporte-moi : client de Hanna
- 2005 : Les Invincibles (série télévisée) : professeur Lebrun
- 2006 : Histoire de famille : Dr Demers
- 2006 : Les Poupées Russes (série télévisée) : Tomas
- 2011 : Toute la vérité (série télévisée) : Paul, procureur chef
- 2013 : Chasse au Godard d'Abbittibbi d'Éric Morin : David-Armand Gingras, animateur et directeur de Radio-Nord Télévision
- 2018 : Les Scènes fortuites de Guillaume Lambert : Jacques, père de Damien
- 2023 : Une femme respectable de Bernard Émond : le notaire Raymond

### Comme scénariste
- 2004 : Chroniques de la violence ordinaire (TV)
- 2006 : Histoire de famille

## Distinctions

### Récompenses
- Prix littéraires Radio-Canada, 1994

### Nominations
- Prix du Gouverneur général : théâtre de langue française, 1988